# Lutztrema monenteron
Lutztrema monenteron är en plattmaskart. Lutztrema monenteron ingår i släktet Lutztrema och familjen Dicrocoeliidae. Inga underarter finns listade i Catalogue of Life.